# Morpho cypris

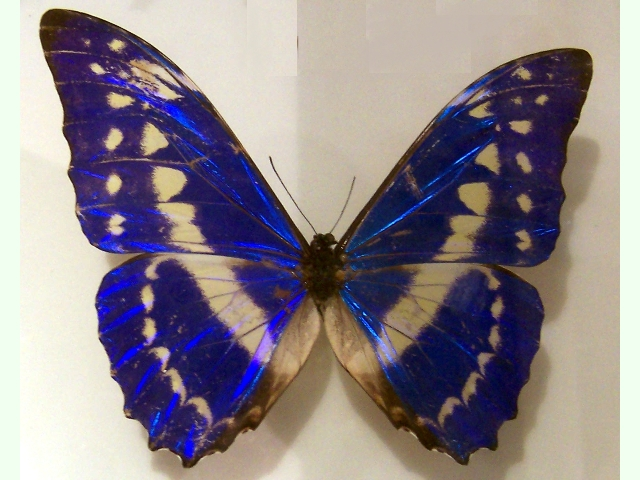
Morpho cypris

Morpho cypris, también conocida  en Colombia como mariposa de Muzo, es un insecto perteneciente a la familia Nymphalidae, suele encontrarse países como Panamá, Costa Rica, Nicaragua, Colombia, Trinidad y Tobago y Ecuador. Las hembras de esta subfamilia poseen un gran tamaño, con un abdomen grueso y alas con márgenes negros o castaños de anchura prominente y coloraciones apagadas que dificultan su visualización. Por el contrario, los machos poseen una coloración azul de gran exención e iridiscencia. Sus alas han sido usadas o replicadas en la elaboración de artesanías colombianas.

## Etimología
Cipris (o Cypris )es uno de los nombres que se da a la diosa Afrodita.[cita requerida]

## Otras lecturas
- DeVries, P.J. & G.E. Martinez. 1993. «The morphology, natural history, and behavior of the early stages of Morpho cypris (Nymphalidae: Morphinae) – 140 years after formal recognition of the butterfly.» Journal of the New York Entomological Society 101: 515-530.